# 佐藤守 (野球)
佐藤 守（さとう まもる、1952年 -）は、日本の元アマチュア野球選手である。ポジションは投手。

## 来歴・人物
本荘高校では1969年秋季東北大会県予選準々決勝に進むが、大館工に惜敗。翌1970年夏の甲子園県予選も準々決勝で大曲農に敗れた。同年のドラフト会議で本格派右腕投手として注目され、大洋ホエールズから2位指名されたが入団を拒否。
早稲田大学に進学。東京六大学野球リーグでは、1971年秋季リーグで早慶戦に登板。1972年秋季リーグでは5勝3敗、防御率1.55の好記録を残した。しかし直後に故障、活躍の場を失う。1973年春季、1974年春季リーグで優勝を経験するが、故障が長引き登板機会はほとんどなかった。大学同期に左腕エースの矢野暢生、四番打者の前川善裕がいた。
大学卒業後は日本鋼管に入社。故障の影響で大舞台は踏めなかったが、1980年にエースの木田勇がプロ入り。同年の都市対抗に出場し1回戦で日本生命から完投勝利、28歳で復活を飾る。準々決勝でも先発、大昭和製紙の杉本正と投げ合うが敗退した。翌1981年も日本石油の補強選手として都市対抗に出場。1982年に引退した。